# Haddiscoe
Haddiscoe is een civil parish in het bestuurlijke gebied South Norfolk, in het Engelse graafschap Norfolk met 487 inwoners.

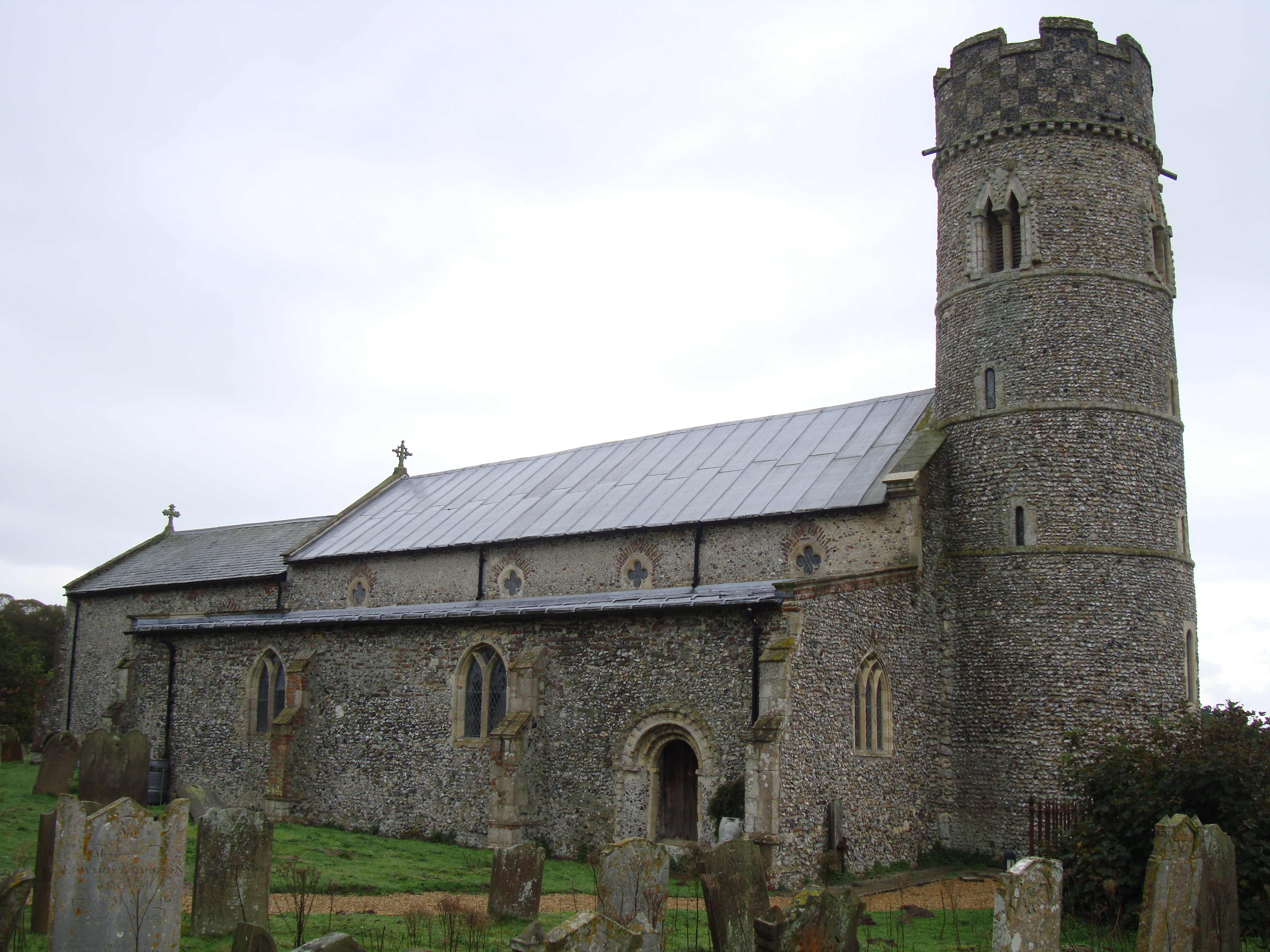
St Mary's Parish Church